# Ticinum
Ticinum, sodobna Pavia, je bil antično mesto v Transpadanski Galiji ob reki z enakim imenom (sodobni Ticino), malo pred njenim izlivom v reko Pad.
Plinij Starejši trdi, da so mesto ustanovili Levi in Mariki, pripadniki ligurskih plemen, medtem ko Ptolemaj ustanovitev mesta pripisuje Insubrom. V rimskih časih je bilo mesto pomembno zaradi podaljšanja rimske ceste Viae Emiliae od Arminija (Rimini) do reke Pad leta 187 pr. n. št. Cesta se je v Placentii (Piacenza) razcepila v cesto proti Mediolanu (Milano) in cesto proti Ticinu. Cesta se je zatem razcepila še v kraka proti Eporedii in Augusti Praetorii (Aosta) ter Valentii, Augusti Tourinorum (Torino) in Polentii.
Cesta proti Eporedii je morala biti zgrajena pred letom 100 pr. n. št. Ticinum pogosto omenjajo klasični pisci. Bil je municipij, o katerem je znano samo to, da so v 4. stoletju v njem izdelovali loke in kovali denar. Prva mestna škofa sta bila Juvencij in Sir.
Leta 271 je cesar Avrelijan v bitki pri Ticinu porazil vojsko Jutungov. Avrelijan je leta 275 preselil kovnico denarja iz Mediolana v Ticinum, kjer je delovala do leta 326, ko jo je ukinil cesar Konstantin Veliki.
Leta 452 je mesto izropal Atila in leta 476 Odoaker. V gotskem obdobju je mesto postalo pomembno vojaško središče. V Dertoni, kjer so bila v rimskem času ligurska skladišča žita, je Teoderik Veliki zgradil palačo, kopališče, amfiteater in novo mestno obzidje. Alarikov napis iz leta 529 omenja obnovo sedežev v amfiteatru. Iz napisa je mogoče sklepati, da se je takrat začela plovba po Padu. Mesto je kasneje osvojil bizantinski general Nars, leta 572 pa se je po dplgem obleganju vdalo Langobardom.
V letih 680 do 710 je v Ticinumu škofoval sveti Damijan Pavijski.
Ime Papia, iz katerega je nastalo ime Pavia, se je pojavilo šele v langobardskem obdobju, ko je mesto postalo prestolnica Langobardskega kraljestva in kot tako eno od vodilnih mest v Italiji. V mestu je bil verjetno rojen biograf Kornelij Nepos. 
Rimski ostanki so slabo ohrajeni, zato na primer ni dovolj dokazov, da je bila stolnica zgrajena na ostankih Kibelinega templja, čeprav načrt mesta, kvadrat s stranico okoli 1.000 m, kaže na rimsko poreklo in bi lahko nastal iz vojaškega tabora. To ni nenaravno, saj Pavia ni bila nikoli popolnoma uničena. Celo požar leta 1004 je uničil le dele mesta, načrt Pavije pa je ostal tak, kot je bil. Mestna vrata so se verjetno ohranila do zgodnjega 8. stoletja.
Slikovit pokrit most Ponte Coperto (Pokriti most) ali Ponte Vecchio (Stari most) je bil med drugo svetovno vojno med bombardiranjem uničen in po vojni obnovljen približno tak in približno tam, kjer je stal. Pred njim je na tam mestu stal rimski most, ki je povezoval Pavio z njenim predmestjem na desnem bregu reke. Od njega je ostal samo en steber, zgrajen iz blokov granita iz kamnolomov v Bavernu. Druge dele mostu so verjetno uporabili za gradnjo novega. Srednjeveški most je bil zgrajen v letih 1351–1354.